# 江崎岩吉
江崎 岩吉（えさき いわきち、1890年12月1日 - 1986年1月16日）は、日本の海軍軍人、海軍造船官。最終階級は海軍技術中将。

## 経歴
東京市議・江崎礼二の四男として東京で生まれる。東京府立第三中学校、第一高等学校を経て、1916年4月、海軍造船学生となり、1917年7月、東京帝国大学工科大学（後の工学部）造船学科（後の船舶工学科）を卒業し、海軍造船中技士（後の海軍造船・造機中尉）に任官し横須賀鎮守府付となる。
呉工廠付、同造船部副部員、造船監督官、艦政本部員（第4部）、イギリス駐在などを経て、1923年10月から1926年6月まで、グリニッジ海軍大学で学んだ。
艦政本部（第4部）、横須賀工廠造船部員、横須賀鎮守府付、艦政本部員（第3部）、海軍技術研究所出仕、兼艦政本部員（第4部）、呉工廠造船実験部長、横須賀工廠造船部長などを歴任し、1940年11月、海軍造船少将に進級した。また、1935年の藤本喜久雄の急死後、その後任に名前が挙がった（平賀譲#平賀艦艇設計の評価）。
艦政本部出仕（第4部）、基本計画主任（1941年 - 1943年）などを勤め、1942年11月、海軍技術少将となる。さらに、艦政本部第4部長となり、1944年5月、海軍技術中将に昇進。同年10月、予備役に編入された。